# みのや

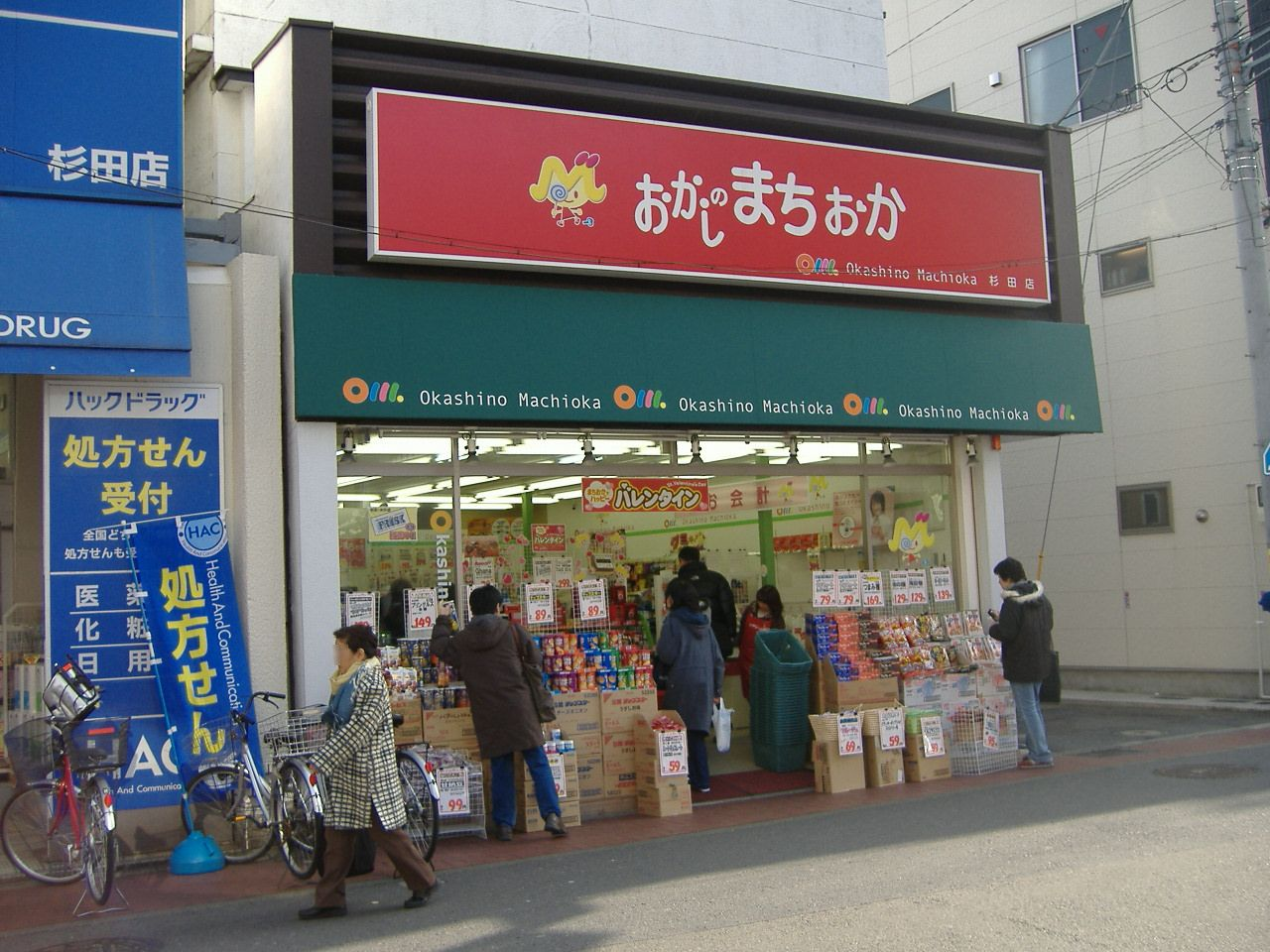
おかしのまちおか（杉田店）

株式会社みのやは、埼玉県さいたま市中央区に本社を置く小売業の会社。

## 概要
菓子専門店「おかしのまちおか」を160店舗以上を展開している。群馬県を除く関東地方1都5県が中心で、関東地方以外では東海3県や奈良県、大阪府、兵庫県にも進出している。
雑居ビルやマンションのテナントとして出店している店舗が多い。2000年代後半以降はショッピングセンターやショッピングモール内にも出店している。

## 沿革
- 1940年（昭和15年）4月1日 - 正木鑛一が北足立郡大宮町（現：さいたま市大宮区）に菓子店を創業。発足日は大宮市となった同年11月3日。
- 1954年（昭和29年）7月1日 - 商号を有限会社みのやと改め、有限会社組織として菓子店舗および菓子問屋として営業開始。
- 1977年（昭和52年）7月1日 - 商号を株式会社みのやと改め、株式会社組織に改組。
- 1985年（昭和60年）9月1日 - 本社を1973年（昭和48年）に開設した大宮市本郷町の営業所に移転。
- 1997年（平成9年）12月12日 - 東京都板橋区大山町に「おかしのまちおか」1号店がオープンする。当時の店名は「まちのお菓子屋さん」だったが、既にセブン-イレブンによって[要出典]商標登録されていたネーミングだったため、しばらくしてから商標侵害のクレームが入り、「おかしのまちおか」への改称を余儀なくされた[3]。
- 2000年（平成12年）10月 - 大宮市吉野町に本社及び自社物流センターを移転。
- 2004年（平成16年）10月8日 - 本社をさいたま市見沼区東宮下に移転。物流センターも同時に移転。
- 2008年（平成20年）
  - 6月30日 - 卸売業から小売業に転換。
  - 11月1日 - 本店をさいたま市中央区に所在する「さいたま事業本部」に移転。さいたま事業本部は本社に改称。
- 2009年（平成21年） - 100店目となるララガーデン春日部店を埼玉県春日部市に開店。
- 2011年（平成22年）
  - ９月 - 150店目となるイオン土浦ショッピングセンター店を茨城県土浦市に開店。
  - 11月 - 横浜物流センターを神奈川県横浜市旭区に開設。
- 2013年（平成24年） - 中京圏1号店となるイオンタウン名西店を愛知県名古屋市西区に開店。
- 2014年（平成25年） - 関西圏1号店となるららぽーと和泉店を大阪府和泉市に開店。
- 2016年（平成26年） - 鈴鹿物流センターを三重県鈴鹿市に開設。
- 2019年（令和元年） - 東京都千代田区に東京オフィス開設。
- 2025年（令和7年）
  - 7月18日 - 東京証券取引所スタンダード市場に上場[4]。